# Steinkreise von Sutherland
Die Steinkreise von Sutherland in der gleichnamigen Grafschaft in den schottischen Highlands sind eine Gruppe von sieben, mehr oder weniger unvollständigen, mitunter auch nicht eindeutig bestimmbaren Steinkreisen.
Drei liegen bei Lairg:
- Achinduich, Achany Glen[2]

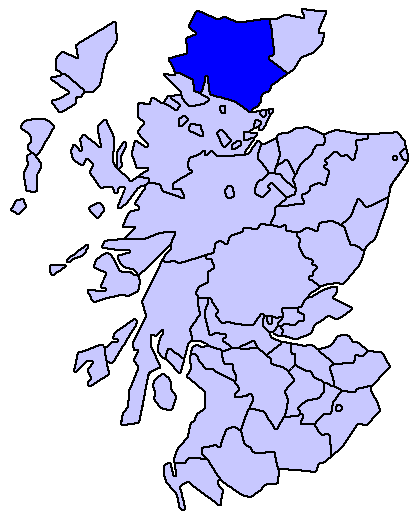
Sutherland

- Druim Baile Fuir, Achany,[3] Glen Twinners
- Twinners, am River Shin[4]

## Achinduich
Der doppelte Steinkreis ist knapp zur Hälfte erhalten. Fünf Steine vom äußeren und drei vom inneren Kreis blieben stehen. Der größte Stein ist 1,3 m lang. Aber selbst er ist im Moor kaum auszumachen. 57° 58′ 27,3″ N, 4° 23′ 39″ W

## Druim Baile Fuir
Von den zehn Steinen dieses Kreises waren neun umgefallen. Bis auf drei verschwundene wurden sie neu aufgerichtet. 57° 59′ 29,7″ N, 4° 26′ 9,6″ W 

## Twinners
Am Ufer des River Shin stehen zwei ansehnliche Steinkreise nahe beieinander. Beide sind ein wenig überwuchert. Der Südkreis hat etwa 6,3 m Durchmesser. Der nördliche besteht aus vier Blöcken auf dem Kreisumfang. Seine geringe Größe und ein möglicher Eingang erlauben die Vorstellung, dass dies die Überreste eines Hüttenkreises sein könnten.

## Clach an Righ

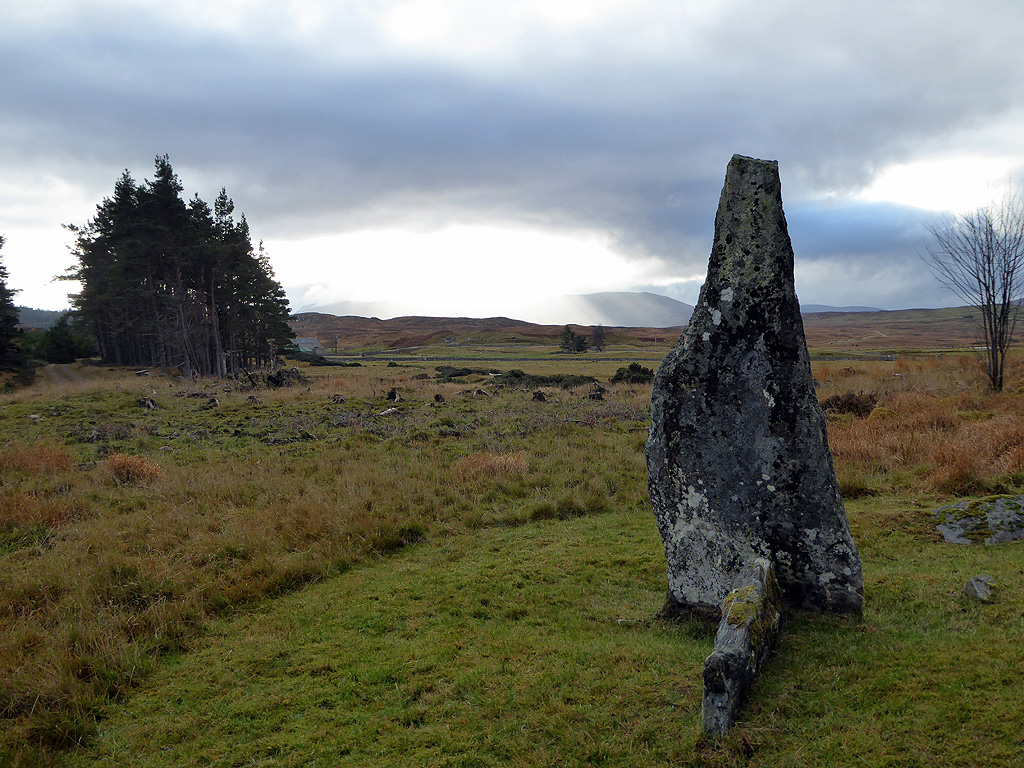
Steinkreis Clach an Righ

Die Reste des Steinkreises Clach An Righ (auch Dailharraild genannt) mit einem Durchmesser von etwa 6,6 m und einem niedrigen, zentralen  Cairn mit etwa 5,5 m Durchmesser liegen auf einer Lichtung in einem Wald in Strathnaver bei Farr in Sutherland in Schottland.
Nur zwei der sieben Steine stehen aufrecht und beinahe radial zur Kreislinie.
- Der Nordstein ist etwa 1,8 m hoch, an der Basis 0,85 m breit, verjüngt sich zur Spitze hin auf 0,35 m und ist etwa 0,2 m dick.
- Der Südstein ist 2,4 m hoch, an der Basis 1,05 m breit, verjüngt sich zur Spitze hin auf 0,2 m und ist 20 bis 25 cm dick.
- Drei umgefallene 1,8 bis 2,7 m lange Steine liegen auf dem Westumfang des Kreises
- Ein 1,6 m langer Stein liegt auf seiner Kante und berührt die Seite des südlichen aufrechten Steins.
- Ein anderer Stein ragt zwischen den beiden aufrechten Steinen ein wenig aus dem Rasen.

### Legende
Die Namen Clach an Righ – dt. Königsstein bzw. König Harrald’s Pillars entstammen der Überlieferung, wonach die Steine aufgestellt wurden, um an den 1196 oder 1198 erfolgten Sieg der Armee von König Wilhelm dem Löwen (1142–1214) über eine nordische Armee angeführt von Harald Madadson, Earl of Caithness, zu erinnern. Lesesteinhaufen in der Gegend sollen die Grabhügel der Toten sein, darunter auch der von Harald, der Dalharrold genannt wurde.

## Cnoc an Liath-Bhaid

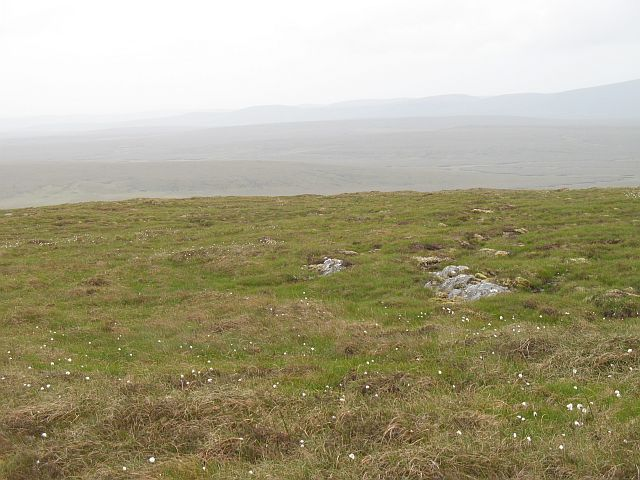
Cnoc an Liath-Bhaid Mhòir

Der doppelte Steinkreis liegt in der Einöde der mittleren Highlands, bei Strath Brora, auf einem Hügel. Ein über zwei Meter hoher Monolith markiert die Stelle deutlich. Im Innenkreis stehen noch fünf Steine, einer liegt am Boden. Der äußere Kreis besteht noch aus zwei stehenden und zwei liegenden Steinen. Ein Bogen mit kleineren Steinen liegt auf dem Umfang im Osten. Beim äußeren Kreis sind, anders als der Innenkreis, die Schmalseiten der Steine gegen das Zentrum gerichtet. Er ist in der Größe vergleichbar dem Kreis von Achinduich.

## Learable Hill
Der Steinkreis auf dem Learable Hill liegt bei Strath of Kildonan. Ein sicheres und ein zweifelhaftes Beispiel für einen Steinkreis bilden einen Komplex mit einer Reihe anderer Monumente, wie Steinreihen, den Fundamenten von Bienenkorbhütten, Burnt Mounds, Cairns und Menhiren. Der Kreis mit etwa 18 m Durchmesser besteht noch aus fünf stehenden Menhiren und vier umgefallenen. Ihre Höhe liegt bei 0,6 m. Ob der Steinhaufen im Inneren ein Cairn ist, muss angesichts vieler Steinhaufen, die weit jüngeren Datums sind, offenbleiben.

## Der Mound
Der kleine Steinkreisrest bei Strath Fleet liegt in der Nähe von Golspie. Drei Steine stehen und drei liegen. Sie umgeben einen zentralen Bereich, der im Jahre 1867 ausgegraben wurde. Gefunden wurde eine leere und inzwischen zerstörte Steinkiste und Leichenbrand. Der Untergrund des Steinkreises war angeblich durchsetzt mit zahlreichen Flintstücken.